# Скаржинцы (Хмельницкий район, Хмельницкая область)
Скаржинцы (укр. Скаржинці) — село в Хмельницком районе Хмельницкой области Украины.
Население по переписи 2001 года составляло 222 человека. Почтовый индекс — 31340. Телефонный код — 382. Занимает площадь 1,12 км². Код КОАТУУ — 6825083602.

## Местный совет
31340, Хмельницкая обл., Хмельницкий р-н, с. Лесовые Гриневцы, ул. Центральная, 4